# Not Tonight
Not Tonight é um jogo eletrónico de RPG e aventura desenvolvido pelo estúdio britânico PanicBarn, lançado para Microsoft Windows em agosto de 2018 e para Nintendo Switch em 31 de janeiro de 2020, data real da saída formal do Reino Unido da União Europeia, chamado de "Brexit". O jogo se passa em uma realidade alternativa distópica após este resultado político, onde o jogador assume o papel de um cidadão de ascendência europeia que deve sobreviver sob um governo autoritário, trabalhando como guarda de segurança em vários estabelecimentos para conseguir dinheiro suficiente e evitar a própria deportação. Ao longo do caminho, o jogador deve tomar decisões sobre mudar o curso dos acontecimentos ou permanecer cúmplice do novo governo.
Um conteúdo descarregável chamado Not Tonight: One Love foi lançado para Steam em 25 de junho de 2019;  este conteúdo chegou mais tarde junto com a Take Back Control Edition, a versão de Nintendo Switch, na época do lançamento do jogo.
O jogo recebeu uma sequência, chamada de Not Tonight 2, foi anunciada em agosto de 2021 e lançada em 11 de fevereiro de 2022.

## Jogabilidade
A jogabilidade de Not Tonight é baseada nas responsabilidades de um guarda de segurança, um "leão de chácara", trabalhando na Inglaterra como uma pessoa de ascendência europeia que foi recentemente destituída de sua cidadania britânica e consequentemente tornou-se apátrida, sem cidadania ou direitos. Em seus trabalhos, o jogador deve analisar documentos de identificação de diversos clientes, como verificar se são menores de idade, se fornecem documentos vencidos, se suas informações são falsas, se estão a contrabandear armas ou se possuem fotografia de identificação incorrecta, e determinar se deve permitir ou rejeitar a entrada de um indivíduo em um estabelecimento. À medida que o jogo avança, o jogador deve tomar medidas adicionais conforme solicitado por estabelecimentos de maiores influências ou fornecidas pelo Estado. Nestas ocasiões, isto inclui impedir a entrada de pessoas de diferentes nacionalidades, pessoas que usam determinadas roupas, indivíduos que não estão na lista de convidados, pessoas sem ingressos e várias outras regras à medida em que a jogabilidade torna-se desafiadora. Além disso, o jogador também pode aceitar subornos ou vender drogas, o que lhe renderá dinheiro imediatamente, porém em detrimento da perda de seus créditos sociais. Fracassar missões diminuirá a pontuação de crédito do jogador. A perda destes pode impedir o protagonista de trabalhar em mais empregos e prejudicar o progresso da história, além de resultar na deportação do jogador se a pontuação chegar a zero, encerrando o jogo em um final ruim. Após cada missão, o jogador retorna ao seu apartamento para interagir com os personagens, pagar o aluguel pendente e comprar quaisquer itens que possa precisar. Durante o jogo, o jogador deve tomar decisões que afetarão a história por meio de vários personagens que podem ser encontrados.

## Enredo

### Contexto
Not Tonight se passa na Inglaterra, que está cada vez mais sob o controle do partido nativista e anti-imigração Albion First (Albião em primeiro lugar) e do novo primeiro-ministro Simon Tavener. Aproveitando as tensões sociais decorrentes da crise econômica pós-Brexit, o governo britânico retirou a cidadania de todos os britânicos que tinham ancestrais de países da União Européia, realocando-os em blocos habitacionais em situação de extrema pobreza para deportações em massa.
O jogador é um desses moradores, destituído de sua identidade e chamado apenas de "Person of European Heritage #112" (Pessoa de Ascendência Europeia Número 112).

### Sinopse
Em 31 de dezembro de 2018, Número 112 está a trabalhar como guarda de segurança, analisando ingressos e identidades para entrada de um baile de Ano Novo no Museu Britânico, quando um atentado terrorista ocorre de repente.
O jogo então retorna para 1º de janeiro de 2018. Através do telefone fornecido pelo governo, 112 precisa aceitar empregos de segurança para agradar o seu oficial de imigração, Jupp, e atrasar sua deportação aparentemente iminente. Conforme o decorrer do jogo, o jogador pode tomar decisões para apoiar o novo governo ou participar das resistências que se formam contra o partido Albion First. Jupp também recruta o jogador para apoiar seu trabalho alternativo, a Jupp Security, um esquema de proteção corrupto, potencialmente expondo seus próprios segredos.
Se o protagonista conseguir sobreviver e evitar sua deportação até o final do ano, este será preso após o atentado terrorista e será julgado em uma audiência judicial televisionada. Os possíveis destinos de 112 - e, por extensão, da Grã-Bretanha - serão decididos com base nas ações que o jogador tomou ao longo do jogo.

## Recepção
Not Tonight recebeu "críticas mistas ou médias", já Take Back Control Edition recebeu "críticas geralmente favoráveis", de acordo com o site de agregação de críticas, Metacritic. 
Screen Rant deu uma avaliação independente de 4 de 5 estrelas.  Trusted Reviews resumiu "Not Tonight prova que a fórmula Papers, Please pode funcionar em um ambiente menos soviético, porém a experiência é ligeiramente diminuída nesta mudança. No entanto, suas peculariedades permanecem cativantes, com personagens, ambientes e um som assustador de música abafada que ainda vai ficar me atormentando por um tempo."
Muitos críticos mencionaram a semelhança do jogo com o Papers, Please.

## Sequência
Not Tonight 2 foi lançado em 11 de fevereiro de 2022 para Windows com uma versão para Nintendo Switch lançada dois anos depois, em 27 de março de 2024. A continuação possui temas e jogabilidade semelhantes ao original, porém a história deste é ambientada em um futuro distópico nos Estados Unidos, que foi devastado por uma segunda Guerra de Secessão no sul estadunidense, junto dos efeitos das mudanças climáticas e afetados por uma pandemia.